# Росский сельсовет
Ро́сский сельсове́т — административная единица на территории Волковысского района Гродненской области Белоруссии, бывший Росский поселковый Совет. 
Территория сельсовета расположена в северной части Волковысского района. Административный центр — г. п. Россь, расположен в 17 км от Волковыска.

## Состав
Росский поссовет включает 28 населённых пунктов:
- Андруши — деревня.
- Боблово — деревня.
- Бойдаты — деревня.
- Вехотница — деревня.
- Даниловцы — деревня.
- Дубовцы — агрогородок.
- Дулевцы — деревня.
- Дыхновичи — деревня.
- Дятловичи — деревня.
- Ендриховцы — агрогородок.
- Заречаны — деревня.
- Зенчики — деревня.
- Коты — деревня.
- Кривоносовцы — деревня.
- Лозы — деревня.
- Мильковцы — деревня.
- Мислюки — деревня.
- Новики — деревня.
- Новое Село — деревня.
- Огородники — деревня.
- Ольхово — деревня.
- Пасынки — деревня.
- Плебановцы — деревня.
- Россь — посёлок городского типа.
- Скрибово — деревня.
- Станковцы — деревня.
- Студенец — деревня.
- Шовки — деревня.

## Демография
В 2007 году в 27 деревнях на территории поссовета проживало 3793 человека (1754 хозяйств), в том числе дети до 15 лет — 628, трудоспособное население — 1970, пенсионеры — 1195 человек.
В г. п. Россь — 7000 человек.

## Производственная сфера
- РУСП «Племзавод „Россь“». Племзавод «Россь» специализируется на выращивании племенных бычков элеверов, производстве молока и мяса, выращивании овощей и фруктов.
- Дочернее предприятием «Волковысская сельхозтехника»

На территории г. п. Россь имеется железнодорожная станция, свёклоприемный пункт, лесничество.

## Социальная сфера
На территории сельсовета функционирует 2 средние школы (в г. п. Россь и в деревне Дулевцы), и 2 детских сада — в г. п. Россь, деревне Дубовцы.
Медицинское обслуживание населения сельсовета осуществляется Росской городской больницей на 50 коек, поликлиникой на 100 посещений в смену, 3 ФАПами и 2 аптеками.

## Культура
Учреждения культуры: Росский Дом культуры, 3 сельские Дома культуры (деревни Дулевцы, Ендриховцы, Плебановцы), 4 библиотеки, из них 3 сельские, районный центр ремёсел в г. п. Россь.

### Музеи
- Музей народного быта Росского отделения ГУК «Волковысский районный центр ремёсел» (2000 г.) в г. п. Россь

## Достопримечательности
- Католический храм Св. Троицы (1811 г.) в г. п. Россь
- Усадьба Потоцких (XVIII—XIX вв.) в г. п. Россь
- Католическая часовня Св. Стефана (1903 г.) в г. п. Россь
- Свято-Троицкая церковь (1909 г.)